# Peter Five Eight
Peter Five Eight är en amerikansk thriller- och dramakomedifilm från 2024. Filmen är regisserad av Michael Zaiko Hall, som även svarat för filmens manus.
Filmen hade premiär i USA den 22 mars 2024.

## Handling
Filmen kretsar kring en fastighetsmäklare verksam i ett litet bergssamhälle. Det visar sig att han döljer en mörk hemlighet. 

## Rollista (i urval)
- Kevin Spacey – Peter
- Jet Jandreau – Sam
- Rebecca De Mornay – Brenda
- Jake Weber – Mr. Lock